# Mimo realitu
Mimo realitu (v anglickém originále Out of Time) je šestá epizoda šesté série (a celkové třicátá šestá v rámci seriálu) britského sci-fi sitcomu Červený trpaslík. Poprvé byla odvysílána 11. listopadu 1993 na kanálu BBC2.
Je to poprvé, co je série Červeného trpaslíka zakončena tzv. cliffhangerem - závěrem s nevyjasněným koncem.

## Námět
Posádce Kosmiku se podaří získat stroj času. Že se nevyplácí zahrávat si s časem se Lister a spol. přesvědčí poté, co se setkají se sebou samými, respektive se svými zhýralými verzemi, které pasou jen po tom nejlepším, co mohou jednotlivé éry lidstva nabídnout.

## Děj
Rimmera nahlodává prázdnota bezcílného života hluboko ve vesmíru. Aby ulevil své frustraci, jmenuje sám sebe velitelem morálky na lodi a ostatním členům posádky pořádně vynadá.

Kosmik vletí do hvězdné mlhoviny s minovými poli nereálna jež obklopují kosmickou loď Gemini 12 z 28. století. Kapsy nereálna vytvářejí různé iluze, aby případnou nevítanou návštěvu zmátly a přinutily ji změnit směr. V první z nich je Lister androidem. Další vymaže Kocoura. Ve třetí mají všichni hlavy zvířat a ve čtvrté zmizí loď a oni se ve svých sedadlech volně vznášejí prostorem.
Kryton uzavře Davea s Kocourem do stáze, aby k nim nereálno nemohlo proniknout. Po třech dnech Kosmik dorazí ke Gemini 12. Jeho posádka vnikne na opuštěnou loď a odcizí z ní stroj času. Instalují jej na Kosmikovi a aby jej vyzkoušeli, letí do roku 1421. Skutečně se dostanou do 15. století. Avšak jsou stále hluboko v kosmu. Vrátí se proto do své přítomnosti.
Zde se setkají s Kosmikem z budoucnosti, jenž vysílá signál SOS. Na jeho palubě jsou jejich budoucí já, kterým se podařilo ke stroji času získat ještě pohon rychlejší než světlo, mohou tak cestovat na jakékoliv místo a do jakéhokoliv období. Jedná se o nemorální cestovatele časem, kteří sami sebe označují za epikurejce, stýkají se s Habsburky, Borgii, Ludvíkem XVI., Hitlerem a Göringem; vzhlíží k moci a bohatství. Jejich stroj času se však porouchal a proto se vrátili do své vlastní minulosti, aby si některé jeho komponenty zkopírovali.
Aby Kryton uchránil ostatní před následky poznání vlastního osudu, uzavře je v ubikaci a s epikurejci se setká sám. Lister však chce vědět, zda přijde na loď také jeho blíženec, poněvadž se Kryton chová, jako by se Davidovi mělo něco stát. Napojí proto lodní kamery na mediscan a pozoruje setkání. Uvidí také sám sebe - jako mozek v láhvi. Je znechucen mravní zkažeností posádky Kosmika z budoucnosti, probourá se bazukoidem do střední sekce lodi a donutí epikurejce k odchodu.
Kosmik z budoucnosti poté zaútočí na Kosmik ze současnosti. Jeho převaha je zdrcující, Lister, Kocour i Kryton umírají. Rimmer zničí stroj času, aby vše vrátil k normálu. Současně je však Kosmik znovu zasažen a rozmetán po vesmíru.
POKRAČOVÁNÍ PŘÍŠTĚ...

## Produkce
Epizoda „Out of Time“ (během natáčení pojmenovaná „Present From The Future“ ) představuje ideu Listera jako androida, o níž autoři občas uvažovali. Tento nápad nebyl nikdy rozpracován do samostatné epizody, ale stal se součástí zápletky této epizody.